# Чоколоко (Алабама)
Чоколоко (енгл. Choccolocco) насељено је место без административног статуса у америчкој савезној држави Алабама.

## Демографија
По попису из 2010. године број становника је 2.804.
| Група             | 2000.    | 2010.         |
| Белци             | 0 (0,0%) | 2.412 (86,0%) |
| Афроамериканци    | 0 (0,0%) | 202 (7,2%)    |
| Азијати           | 0 (0,0%) | 21 (0,7%)     |
| Хиспаноамериканци | 0 (0,0%) | 121 (4,3%)    |
| Укупно            | 0        | 2.804         |